# Symbolic Instruction Debugger
Der Symbolic Instruction Debugger bzw. kurz SID ist ein von Digital Research entwickelter Debugger für die Betriebssysteme der CP/M-Reihe. SID komplementiert ab 1978 das Dynamic Debugging Tool DDT.

## DR DOS
Unter DR DOS lag anfangs SID86.EXE bei, ab DR DOS 5.0 in SID.EXE umbenannt. Obwohl SID dem MS-DOS-Pendant DEBUG leicht überlegen ist, wurde es in Novell DOS 7 (dem Nachfolger von DR DOS 6.0, nach dem Verkauf von Digital Research an Novell) durch ein mit MS-DOS und PC DOS kompatibles DEBUG ersetzt.